# Gruia Novac (poloist)
Gruia Novac (n. 24 ianuarie 1944, București, România – d. 1999) a fost un jucător român de polo pe apă. A concurat la Jocurile Olimpice de vară din 1964 și la Jocurile Olimpice de vară din 1972.